# Drapeau du Kazakhstan
Le drapeau du Kazakhstan est le drapeau national et pavillon marchand de la République du Kazakhstan. Il a comme motif central un aigle des steppes de couleur or, ailes déployées, surmonté d'un soleil à 32 branches de couleur or. L'aigle était le symbole de Gengis Khan, et était aussi présent sur sa bannière.
On trouve le long du guindant un ornement national d'or, typique de l'art et la culture traditionnels kazakhs.
Le fond du drapeau est de couleur bleu turquoise intense qui représente les peuples turcs (Tatars, Ouïghours..) qui composent le pays. Le bleu turquoise est également la couleur de Tengri, qui est le dieu du ciel dans la mythologie turque.

## Drapeau historique
La République socialiste soviétique kazakhe a été créée en décembre 1936 et dissoute le 10 décembre 1991. Le drapeau du pays était à l'image du drapeau de l'URSS ; on retrouve la couleur rouge ainsi que la faucille et le marteau du communisme avec le nom du pays inscription en cyrillique.
Le 24 janvier 1953, une bande bleue horizontale vient traverser le drapeau et une étoile surmonte la faucille.
| Années d'utilisation     | Drapeau                                                         | Régime                                                          |
| ------------------------ | --------------------------------------------------------------- | --------------------------------------------------------------- |
| XVe siècle - XIXe siècle | Drapeau supposé du Khanat kazakh                                | Drapeau supposé du Khanat kazakh                                |
| 1917-1920                | Drapeau de l'Autonomie d'Alash                                  | Drapeau de l'Autonomie d'Alash.                                 |
| 1920-1937                | Drapeau de la République socialiste soviétique autonome kazakhe | Drapeau de la République socialiste soviétique autonome kazakhe |
| 1937-1940                | Drapeau de la République socialiste soviétique kazakhe          | Drapeau de la République socialiste soviétique kazakhe          |
| 1940-1953                | Drapeau de la République socialiste soviétique kazakhe          | Drapeau de la République socialiste soviétique kazakhe          |
| 1953-1991                | Drapeau de la RSSK                                              | Drapeau de la République socialiste soviétique kazakhe          |
| 1991-1992                |                                                                 | Drapeau de la République du Kazakhstan                          |